# Okraulo
L' Okraulo (オークラウロ) ou Okurauro est une marque déposée d'un shakuhachi en métal japonais inventé par le baron Kishichirō Ōkura au début de la période Showa (1926-1989), incorporant le mécanisme de clé de la flûte traversière moderne occidentale (système Boehm). Le shakuhachi japonais est une flûte verticale à cinq trous munie d'une embouchure libre, et est classé comme une  « flûte verticale à tube ouvert simple » dans la classification Sachs-Hornbostel parmi les instruments aérophones.

## Présentation
En tant que deuxième génération du zaibatsu Okura, le baron Kishichiro Okura a apporté une grande contribution au soutien du monde culturel et sportif. Dès son plus jeune âge, il était particulièrement doué pour jouer du shakuhachi et a commencé à développer l'okraulo à partir de l'idée d'étendre la gamme pentatonique du shakuhachi en augmentant le nombre de trous pour les doigts et en modifiant l'instrument pour obtenir les douze degrés de la gamme tempérée en musique occidentale. À partir d'avril 1922 ( Ère Taishō ), le shakuhachi modifié par Okura a fait l'objet d'essais et de tests. L'instrument finalisé a été présenté au public pour la première fois en 1935 ( Ère Shōwa (1926-1989) ) sous le nom d'okraulo.

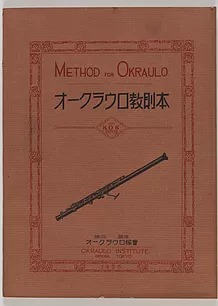
Méthode pour Okraulo, de Kazutoyo Koga (1936).

L'instrument a été appelé « Okraulo » par le critique musical Takashi Iba, qui était le président de l'institut Okraulo, en combinant le nom de famille de l'inventeur Okura et le nom de l'instrument de musique grec ancien « Aulos ». En 1938, il est également enregistré comme marque commerciale sous le nom  « Okraulo ». L'aulos est un instrument de musique ancien, instrument à anche double ou simple et à tuyau double, ce qui est strictement différent du shakuhachi, doté d'une embouchure libre et d'un tube unique, mais la dénomination est probablement basée sur le romantisme de la Grèce antique et l'idéal de la flûte verticale combinés à l'atmosphère de l'époque. Outre l'okraulo soprano standard, quatre autres modèles ont été créés : piccolo, sopranino, alto et basse, et leurs performances instrumentales étaient réputées excellentes. Néanmoins, la formation des joueurs d'okraulo a nécessité la publication de méthodes et de pièces dédiées à l'okraulo. Le soutien de la famille Okura a disparu avec la dissolution du zaibatsu après la Seconde Guerre mondiale, et l'instrument est tombé en désuétude en raison de divers facteurs, notamment le coût de fabrication des instruments, le manque de professeurs et l'occidentalisation rapide de la musique au Japon. Cependant, bien qu'il n'ait duré que pendant une courte période de plus de dix ans (du milieu des années 1930 aux années 1940), cet instrument a eu un grand impact sur les personnes concernées, et son existence a continué à être évoquée par la suite, c'est pourquoi il est devenu un instrument de légende .

## Histoire
Kishichiro Okura a publié un article intitulé «Opinions sur l'amélioration du shakuhachi en tant qu'instrument de musique» dans le magazine «Sankyoku» en janvier 1923, et a organisé un spectacle d'un «shakuhachi modifié selon Okura». En avril de la même année, il a présenté  un instrument en laiton avec une embouchure libre de style shakuhachi et un système de clés similaire à celui d'une flûte, portant l'inscription « Wakamatsu », qui existe toujours dans le musée Okura-Shukokan. Il s'agissait d'un tube de type shakuhachi, un peu plus court qu'une flûte de concert normale, mais son diapason était instable, et la fabrication a été arrêté. En 1935, le fabricant de flûtes londonien Rudall Carte & Co (en) a été sollicité pour réaliser un prototype d'un nouveau modèle. Kishichiro lui-même s'est rendu à l'atelier et a fait améliorer l'instrument en ajustant l'épaisseur de la paroi et en disposant les clés de manière à incorporer la technique et le son uniques du shakuhachi. En plus du modèle soprano, des modèles piccolo, soprano, alto et basse ont été créés et produits par ce facteur de flûtes. Avec la guerre, le grand public a également découvert des fabricants japonais comme la société Nikkan (Japan Wind Instruments Co., Ltd.), où travaillait Isamu Hirabayashi, un acousticien et concepteur d'instruments à vent chargé de promouvoir l'okraulo à l'étranger. Le modèle soprano était vendu 40 yens pour le premier constructeur et 70 yens pour le second. Il est rapporté qu'une copie de l'okraulo a été fabriquée vers 1940 par la célèbre société Muramatsu Flute , qui  coopérait avec Nikkan pour la production de flûtes traversières pendant la guerre. Cependant, son fondateur Koichi Muramatsu se souvient avoir refusé une demande de coopération de Nikkan pour produire des obraulos parce qu'il refusait de fabriquer d'instrument d'étude, et ils sont restés sur un désaccord. Le compositeur  Kishio Hirao, qui était un ami proche d'Isamu Hirabayashi et qui jouait lui-même de la flûte, s'est beaucoup investi dans l'amélioration de l'instrument, et la pièce connue aujourd'hui sous le nom de Sonatine pour flûte a été initialement composée pour l'okraulo. Le flûtiste Hirabayashi Hiroshi est également mentionné comme collaborateur dans la construction de l'instrument, mais il n'y a pas de documentation à l'appui pour le prouver, et il est possible que Hirabayashi Isamu se trompe.
À Kyobashi, il a existé l'Institut de recherche musicale Okura, qui a créé l'institut Okraulo et publié l'ouvrage « Okraulo Kyorokuhon » (1936) de Kazutoyo Koga. Il y est largement annoncé comme un instrument facile à débuter et à apprendre. Une école de formation est née au second étage du bâtiment Sippo et a recruté des professeurs. Il est connu cinq concerts réguliers de l'orchestre de l'institut  qui ont été organisés. En plus d'Okura Kyomatsu (Kishichiro), les jeunes joueurs professionnels de shakuhachi de l'époque comprenaient Araki Kazuhisa (4e génération Araki Kodo ), Fukuda Makoto ( Fukuda Rando ), Sumino Nishiki (Kakuno Kinsei), Kishihoshi 聴 ( Hajime), Kikuchi Awa 聴, etc. Au début, l'orchestre jouait principalement des morceaux traditionnels de sankyoku (koto, shamisen, shakuhachi) , mais finalement, l'inclination à jouer de la musique classique occidentale a conduit à des comparaisons faciles avec la flûte, et le rêve de Kishichiro de la possibilité d'un son unique d'oklauro, qui soit différent à la fois du shakuhachi et de la flûte, est passé à la trappe.
Après la Seconde Guerre mondiale, l'okraulo a longtemps été un élément oublié de l'histoire de la musique traditionnelle japonaise. Il faudra attendre une exposition parrainée par l'Okura Shukokan qui s'est tenue d'août à septembre 2011, juste avant le 50e anniversaire de la mort de Kishichiro Okura, et dont le nom était : « Kishichiro Okura et la musique traditionnelle japonaise : Focus sur la « flûte verticale fantôme » Okraulo »; un concert employant l'okraulo (shakuhachi de style Okura portant le nom de Wakamatsu) a été organisé en parallèle à l'exposition. Ce fut le début d'un projet visant à revitaliser l'okraulo en organisant des conférences et des concerts au musée, et en janvier 2012, un album original d'enregistrements appelé « Okraulo » dans lequel Akinao Kominato joue de l'okraulo est sorti. Ces dernières années, l'okraulo a de nouveau attiré l'attention en tant que flûte verticale hybride qui combine les fonctions du shakuhachi et de la flûte, et a été largement couverte par les médias.
De plus, un nouvel exemplaire d'okraulo a été refabriqué en 2012 puis un autre en 2014. Des reproductions d'instruments d'origine ont été vendus sous la marque déposée de la Okura Cultural Foundation (numéro d'enregistrement 55755632). En août 2015 est sorti le deuxième album « Okraulo 2 -Rainbow prism », qui comporte les enregistrements d'un ensemble de trois okraulos basse, alto et soprano (alto et basse fabriqués par Rudall Carte vers 1939 et restaurés pour l'enregistrement). En novembre de la même année, une exposition spéciale  « Watama Yosai Okraulo et Kishichiro Okura » a eu lieu au musée des instruments de musique de la ville de Hamamatsu, et des concerts et des conférences ont également eu lieu.

## Description
L'okraulo est un instrument chromatique et dispose de 15 à 16 trous d'harmonie, associés à un système de clétage moderne en système Boehm. Les trous sont élargis par rapport au shakuhachi traditionnel. 
Le corps en métal est souvent réalisé en argent massif.
L'okraulos dispose d'un support de pouce permettant de produire le vibrato spécifique au shakuhachi, appelé kubi furi, en faisant vibrer l'embouchure.